# Goodnight Moon
Goodnight Moon è il singolo di debutto del gruppo Shivaree dall'album del 1999 I Oughtta Give You a Shot in the Head for Making Me Live in This Dump. Il brano è stato scritto da Ambrosia Parsley e Duke McVinnie.
È stata utilizzata da Quentin Tarantino nella colonna sonora del film Kill Bill: Volume 2, nella serie Tv Dawson's Creek e nei programmi TV Ciao Darwin e Fattore C, entrambi andati in onda su Canale 5 con Paolo Bonolis e Luca Laurenti.
Il brano ha venduto 24.000 copie in Francia.

## Video musicale
Le riprese della canzone sono state girate presso il The paramour estate.

## Classifiche
| Classifica (2000-01) | Posizione massima |
| -------------------- | ----------------- |
| Francia              | 22                |
| Germania             | 79                |
| Italia               | 1                 |
| Paesi Bassi          | 95                |
| Portogallo           | 15                |
| Regno Unito          | 63                |
| Svizzera             | 74                |

### Andamento nella classifica italiana
| Posizione | 2 | 1 | 1 | 1 | 1 | 2 | 3 | 1 | 1 | 1 | 3 | 3 | 8 | 10 | 11 | 15 | 29 | 27 | 35 | 31 |